# Pekko (klippa)
Pekko är en ö i Finland. Den ligger i Finska viken och i kommunen Kotka i den ekonomiska regionen  Kotka-Fredrikshamn i landskapet Kymmenedalen, i den södra delen av landet. Ön ligger omkring 25 kilometer söder om Kotka och omkring 120 kilometer öster om Helsingfors.
Öns area är 2 hektar och dess största längd är 290 meter i sydöst-nordvästlig riktning.